# Berlin is in Germany
Berlin is in Germany ist eine deutsche Tragikomödie des Regisseurs und Drehbuchautors Hannes Stöhr aus dem Jahr 2001.

## Handlung
Nach elf Jahren Haft wegen Totschlags wird der ehemalige DDR-Bürger Martin Schulz 2000 aus dem Gefängnis entlassen. Im mittlerweile wiedervereinigten Deutschland, das er nur aus dem Fernsehen kennt, findet er sich anfangs kaum zurecht und auch seine Familie ist ihm fremd geworden. Manuela, seine Frau, ist inzwischen mit Wolfgang liiert, den gemeinsamen elfjährigen Sohn Rokko hat Martin auf eigenen Wunsch seit Jahren nicht gesehen. Sein Wunsch, möglichst viel Zeit mit seiner Familie zu verbringen, stößt auf den Widerstand Wolfgangs, der dem fremden Ex-Sträfling skeptisch und abweisend gegenübersteht. Währenddessen trifft Martin auch einige seiner alten Freunde wieder, darunter seinen früheren Schlosserkollegen Enrique, der mittlerweile als Taxifahrer arbeitet. Martin beschließt, ebenfalls diesen Beruf zu ergreifen, und lernt mit Manuelas Hilfe für die Zulassungsprüfung. Nebenbei nimmt er einen Job im Sexshop seines ehemaligen Mithäftlings Victor an. Mit dem Geld, das er dort verdient, will er mit seinem Sohn in den Urlaub fahren. Insgeheim träumt er davon, Manuela zurückzugewinnen. Zunächst scheint alles gut zu laufen, doch dann erfährt Martin, dass er wegen seiner Vorstrafe nicht zur Taxifahrerprüfung zugelassen ist. Sein Traum zerplatzt, Martin ist völlig am Boden zerstört. Kurze Zeit später wird er wegen Victors illegalen Geschäften verhaftet. Im letzten Moment stellt sich der flüchtige Victor der Polizei, um seinen Freund zu entlasten. Martin fühlt sich wie in einer Zeitmaschine.

## Hintergrund
Der Film feierte seine Premiere am 8. Februar 2001 bei den Internationalen Filmfestspielen Berlin. Berlin is in Germany ist eine Koproduktion des ZDF (Das kleine Fernsehspiel) und des rbb im Rahmen des Projekts Ostwind. Das ZDF fertigte 2003 in Zusammenarbeit mit 3sat auch eine Audiodeskription des Films an, die von Uta-Maria Torp gesprochen wird.
Der Titel bezieht sich auf einen Eintrag in Rokkos Englischheft. Berlin is in Germany ist Hannes Stöhrs Regiedebüt.
Schon 1998 hatte Hannes Stöhr einen Kurzfilm (15 Minuten) mit der gleichen Geschichte an der Berliner Filmhochschule geschrieben und gedreht. Der Kurzfilm hieß ebenfalls Berlin is in Germany und erhielt beim Filmfest Potsdam 1999 den Hauptpreis.
Der Film mit Jörg Schüttauf, Julia Jäger, Edita Malovcic, Tom Jahn, Óscar Martínez, Robert Lohr, Udo Kroschwald und Carmen-Maja Antoni in den Hauptrollen wurde mit dem Panorama Publikumspreis der Berlinale 2001 ausgezeichnet. Der Hauptdarsteller Jörg Schüttauf wurde außerdem mit dem Preis der deutschen Filmkritik 2001 prämiert. Florian Appl erhielt für die beste Filmmusik den Rolf-Hans-Müller-Preis 2002 und Hannes Stöhr neben dem New Faces Award 2002 auch den Studio-Hamburg-Nachwuchspreis 2001. Der Film bekam dazu hin den Publikumspreis beim Filmfestival Schwerin 2001, den Prix Special de Jury bei den französischen Nachwuchsfestivals in Poitiers (2002) und Annonay (2002), den Deutschen Kritikerpreis (2002), eine Nominierung für den First Steps Award 2002 und lief auch auf zahlreichen internationalen Filmfestivals wie Moskau (2001), New York – Museum of Modern Art (2001), Los Angeles – AFi (2001) und Istanbul (2002). Der Film kam auch in Spanien, Frankreich, der Türkei und anderen Ländern in die Kinos.
Mittlerweile liegt der Film in neuer, digitaler Fassung vor. Diese Fassung des Films mit anwählbaren englischen, französischen, spanischen und türkischen Untertiteln liegt auch im Archiv der Deutschen Kinemathek für internationale Partner.
Der Film war 2013–2014 Teil der Partnerschaft Deutschland und Brasilien in Vorbereitung auf die Weltmeisterschaft 2014 unter Leitung des Goethe Instituts.
Der Film liegt in folgenden Goetheinstituten als Kopie vor: Boston, New York, Abidjan, Shanghai, Seoul, Kopenhagen, Athen, Bangkok, Bogotá, Brüssel, Buenos Aires, Caracas, Hongkong, Istanbul, Kairo, Kolkata, La Paz, Lille, Lima, Lissabon, London, Madrid, Mexiko-Stadt, Montréal, Moskau, Rabat, Rom, Santiago de Chile, Sao Paulo, Stockholm, Tel Aviv, Teheran, Tokio, Toronto, Sydney, Johannesburg, Nairobi, Jakarta, Prag, Vilnius, Tiflis.
In der Top-Ten-Liste der besten Berlin-Filme, erstellt von der Deutschen Welle, belegt der Film Berlin is in Germany Platz 5. Die Berliner Morgenpost nahm den Film 2016 in ihre Best-of-Reihe der Berlin-Filme auf und zeigte ihn zur Neueröffnung des Berliner Kinos Zoo Palast. 2018 wurde Berlin is in Germany zur Verleihung des 20. Panorama-Publikumspreises der Berlinale erneut gezeigt. Der Kameramann des Films, Florian Hoffmeister, wurde 2023 für einen Oscar nominiert. Ebenfalls 2023 wurde der Film Berlin is in Germany für das Verbundprojekt der LMU München, der FU Berlin und der ZZF Potsdam im Rahmen des Erinnerungskultur-Projekts „DDR im Film“ ausgewählt.

## Kritik
- Dass der Regisseur mit ihm den Publikumspreis der Berlinale 2001 gewonnen hat, wundert wenig. Auf Vorurteile und Larmoyanz verzichtet Hannes Stöhr, und in diesem Sinne ist sein Film vielleicht doch eine Parabel über Ost und West, die ein Beispiel für gute Filme geben könnte. – Phillip Bühler, Berliner Zeitung

- Unterstützt von Florian Hoffmeisters offenen, direkten und ungeschönten Hauptstadt-Bildern ist „Berlin is in Germany“ eine exakt beobachtete, in jeder Szene glaubwürdige Milieu-Studie, die auch von ihrem superben Hauptdarsteller Jörg Schüttauf lebt. Seine lakonische, aber charmant gespielte Odyssee in den vermeintlich goldenen Westen ist auf gleiche Weise schmerzhaft wie amüsant. – Carsten Baumgardt, Filmstarts

- Es wird nicht viel gesprochen in „Berlin is in Germany“, und wenn, dann nur selten über das, was besprochen werden müsste. So trocken erzählt und voller Understatement erinnert der erste lange Spielfilm von Stöhr an Kaurismäkis beste Momente. – Thomas Winkler, Taz

- Hannes Stöhrs Film ist aber keine wehleidige Ossi-Klagegeschichte. Es ist eine kratzbürstige Tragikomödie, die sich eher auf Traditionen des amerikanischen Independentfilms beruft als auf das hiesige Problemfernsehspiel. – Thomas Klingenmeier, Stuttgarter Zeitung

- Der Film balanciert gekonnt zwischen Sarkasmus und Menschlichkeit, vermeidet typische Klischees der Wendezeit. – Ines Walk, Defa Stiftung

- „Berlin is in Germany“ erzählt von diesen Veränderungen, weil sie passieren[,] und nicht, weil sie für die Handlung wichtig sind. Der Debütfilm von dffb-Absolvent Hannes Stöhr berichtet vielmehr, wie sich ein moderner Simplicissimus angesichts einer zusammengebrochenen Welt seine Haltung bewahrt, weil er seinen Blick behält. Es ist diese unnachahmliche Mischung aus Trotz und Naivität, Aufmüpfigkeit und Unverständnis, Wärme und Wehmut, Lakonie und Lebensfreude, mit der Jörg Schüttauf seinen Charakter zu einer schlichten Sympathiefigur in einer komplexen Welt formt. Eigentlich ist alles zum Heulen, doch wir schreiten fröhlich geradeaus! Der Kopf staunt, doch die Beine gehen. Davon erzählt der wunderbar sensible, streng komponierte, fein beobachtete Film. –Eberhard von Elterlein, Die Welt

- Auch in der Inszenierung der Metropole Berlin scheint sich der Regisseur Stöhr auf Bewährtes zu verlassen, etwa auf Piel Jutzis Döblin-Verfilmung von 1931 und Slatan Dudows „Kuhle Wampe“ (1932). Tatsächlich benutzt Hannes Stöhrs Berlinfilm genau die Perspektiven, die man schon in der Weimarer Zeit bemühte, um diese Stadt zu begreifen. Martins ausgedehnte Fahrten mit Straßenbahn, Zug, Taxi und U-Bahn machen selbstgefällige Kamerafahrten überflüssig – die Bewegung der Großstadt finden ihren angemessenen Ausdruck, während die urbane Hektik als überwölbender Klangteppich aus Straßenlärm und Handygeklingel außerhalb der Leinwand bleibt.[22]

- Mit sehr viel Sinn für Humor trotz stets lauernder Tragödie zeigt Hannes Stöhr, packend wie in einem guten Ken Loach, den Neuanfang seiner Hauptfigur. An der Berlinale gewann er mit seinem Erstling gleich den Publikumspreis. Und ein Ostberliner Taxifahrer freute sich: „Dit hat endlich ma watt mit uns zu tun“.[23]

## Auszeichnungen
- Internationale Filmfestspiele Berlin 2001: PanoramaPublikumsPreis für Hannes Stöhr
- FilmKunstFest Schwerin 2001: Publikumspreis
- Filmfestival Valencia 2001: Lobende Erwähnung
- Preis der deutschen Filmkritik 2001 in der Kategorie Bester Schauspieler für Jörg Schüttauf
- Deutscher Kritikerpreis 2002 in der Kategorie Bester Film
- New Faces Award 2002 für Hannes Stöhr in der Kategorie Beste Regie
- Rolf-Hans Müller Preis für Filmmusik 2002 für Florian Appl
- Studio Hamburg Nachwuchspreis 2001 für Hannes Stöhr
- Annonay International Festival 2002: Special Jury Prize[24]